# Nothink
 (juin 2018).
Nothink est un groupe de rock alternatif espagnol, originaire de Madrid.

## Biographie

### Première phase
Les origines de Nothink peuvent être retracées au début de l'année 1998, lorsque le bassiste Alex Ferrero et le guitariste et chanteur Juan Blas, avec seulement 15 ans, commencent à jouer des reprises de Nirvana, l'un de leurs groupes préférés. Entre les différents batteurs, pendant les premières années, ils enregistrent des démos, composées de leurs propres chansons, qui suffisent à attirer l'attention. Ce n'est qu'en novembre 2003 qu'ils trouvent Miguel Peñas, qui occupera la position définitive de batteur, donnant forme à un nouveau répertoire qui commence musicalement à se rapprocher du post-hardcore et du rock alternatif des années 1990.
Un premier album studio voit le jour sous le titre Bipolar Age, en 2005. En 2007, ils retournent en studio pour enregistrer leur deuxième album studio, intitulé Spotlights, un album-concept beaucoup plus élaboré, qui fait participer des musiciens de la scène indépendante nationale, tels que Ramón Rodríguez de Madee, Dani Llamas de GAS et l'orchestration de certains thèmes par l'Orchestre philharmonique de Kiev, dirigé par le compositeur Lucas Vidal. Ils participent également au Festival Electric Weekend organisé à Getafe, où ils partagent la scène avec des groupes tels que Queens of the Stone Age et Rage Against the Machine. En septembre 2008, Nothink devient l'un des rares groupes de rock espagnols nommés aux MTV Europe Music Awards. 
Le groupe repart en concert en soutien à l'album Hidden State (2010) entre 2010 et 2011, jouant plus de 50 concerts, offrant même quelques représentations à Londres, et en France. En novembre la même année, Nothink redevient finaliste des MTV Europe Music Awards. Après une courte pause de quelques mois, en mai 2012, Nothink publie un nouveau single intitulé Let Me Go, incluant également deux faces B inédites. Le single est enregistré dans le studio de Juan Blas, et mixé par le producteur Joe Barresi à Los Angeles.

### Séparation et retour
Le 19 juin 2012, seulement trois jours après la présentation du single Let Me Go, Juan Blas annonce publiquement son départ du groupe après 15 ans d'activité. De son côté, le bassiste Alex Ferrero déclare la séparation le groupe. Le 26 novembre 2014, près de trois ans après son dernier concert, le groupe annonce son retour sur scène et une nouvelle tournée sur la presqu'île pour marquer le dixième anniversaire de la sortie de leur premier album, une rencontre qui sera jouée en direct le 14 mars 2015 à l'AMFest, dans la salle Apolo 2 de Barcelone et qui se terminera le 19 décembre 2015 à la salle Penelope de Madrid.

## Discographie

### Albums studio
- 2005 : Bipolar Age
- 2007 : Spotlights
- 2010 : Hidden State

## Membres

### Derniers membres
- Juan Blas -  chant, guitare (1998–2016)
- Alex Ferrero - basse (1998–2016)
- Miguel Peñas - batterie (2003-2016)

### Anciens membres
- Andy Duffill - batterie (2001–2003)
- Juan Carreras - guitare (2001–2002)
- Jacobo Anastasi - batterie (1998–2000)
- Enrique Cuarental - guitare (1999–2000)